# 鹿児島県道564号浜尻馬込線
鹿児島県道564号浜尻馬込線（かごしまけんどう564ごう はまじりまごめせん）は、鹿児島県肝属郡南大隅町を通る一般県道である。

## 概要
肝属郡南大隅町佐多郡の浜尻港付近から同町佐多馬籠に至る。

### 路線データ
- 起点：肝属郡南大隅町佐多郡（浜尻港付近）
- 終点：肝属郡南大隅町佐多馬籠（鹿児島県道74号内之浦佐多線交点）

## 歴史
- 1958年（昭和33年）11月1日 - 鹿児島県告示第772号により路線認定される[1]。

## 路線状況

### 重複区間
- 鹿児島県道68号鹿屋吾平佐多線（肝属郡南大隅町佐多郡）

## 地理

### 通過する自治体
- 肝属郡南大隅町

### 交差する道路
| 交差する道路                              | 交差する場所 | 交差する場所 |
| ----------------------------------------- | ------------ | ------------ |
| 鹿児島県道68号鹿屋吾平佐多線 重複区間起点 | 佐多郡       |              |
| 鹿児島県道68号鹿屋吾平佐多線 重複区間終点 | 佐多郡       |              |
| 肝属広域農道 / 肝属クリーンロード         | 佐多馬籠     |              |
| 鹿児島県道74号内之浦佐多線                | 佐多馬籠     | 終点         |

### 沿線
- 浜尻港